# Nangolo Mbumba
Nangolo Mbumba (* 15. srpna 1941 Olukonda) je namibijský politik, který byl v letech 2024 až 2025 čtvrtým prezidentem Namibie. Prezidentem se stal po smrti Hageho Geingoba, pod kterým působil jako druhý namibijský viceprezident v letech 2018 až 2024.
Mbumba, člen Lidové organizace Jihozápadní Afriky (SWAPO), vedl několik namibijských vládních ministerstev: zemědělství, vodní hospodářství a rozvoj venkova (1993–1996), finance (1996–2003), informace a vysílání (2003–2005), školství (2005–2010) a bezpečnost a ochrana (2010–2012). V letech 2012 až 2017 byl generálním tajemníkem SWAPO.
V roce 2018 byl jmenován viceprezidentem Namibie a nahradil tak Nickeyho Iyamba, který z funkce odešel kvůli špatnému zdraví. Po smrti Hageho Geingoba v únoru 2024 nastoupil do prezidentského úřadu a oznámil, že nemá v úmyslu kandidovat ve volbách.

## Vzdělání a raná kariéra
Narodil se 15. srpna 1941 v Olukondě v regionu Ošikoto v Jihozápadní Africe (nyní Namibie). V roce 1971 promoval na Southern Connecticut State University ve Spojených státech amerických s titulem BSc. V roce 1973 promoval na University of Connecticut s titulem MSc v oboru biologie.
Po absolvování Connecticutské univerzity začal učit na Harlem Preparatory School v New Yorku. Po návratu do Afriky v roce 1978 se stal vedoucím vědeckého oddělení v Namibijském vzdělávacím centru v Cuanza Sul v Angole. V roce 1980 byl povýšen na ředitele tohoto centra. Tento post zastával až do roku 1985.

## Politika
Mbumba oficiálně zaujal pozici u SWAPO v roce 1985 jako náměstek ministra pro vzdělávání a kulturu. Tuto funkci opustil v roce 1987 a stal se osobním tajemníkem předsedy SWAPO Sama Nujomy. Byl společným správcem města Walvis Bay během jeho správního přesunu do Namibie v roce 1994.
Od roku 1993 působil v Národním shromáždění Namibie a na několika ministerstvech včetně ministerstva zemědělství, vodního hospodářství a rozvoje venkova (1993–1996), financí (1996–2003), informací a vysílání (2003–2005), školství (2005 –2010) a bezpečnosti a ochrany (2010–2012).
V roce 2012 byl na kongresu SWAPO zvolen generálním tajemníkem, což je třetí nejvyšší pozice ve struktuře strany. Zvítězil 352 hlasy proti 244 Utoni Nujomy a před volbami se zavázal, že v případě úspěchu rezignuje na svou ministerskou funkci. Dne 4. prosince 2012 byl místo něj do funkce ministra bezpečnosti a ochrany jmenován Immanuel Ngatjizeko.
Když byl Nickey Iyambo, první viceprezident Namibie, v roce 2018 odvolán z funkce z důvodu špatného zdravotního stavu, prezident Hage Geingob jmenoval jako svého nástupce Mbumbu.

## Prezident Namibie (2024–2025)
Nangolo Mbumba se stal úřadujícím prezidentem Namibie, když prezident Hage Geingob 24. ledna 2024 odcestoval do Spojených států amerických na léčbu rakoviny. Asi 15 hodin po Geingobově smrti dne 4. února 2024 složil ve State House ve Windhoeku přísahu do rukou vrchního soudce Petera Shivuteho a svým nástupcem ve funkci viceprezidenta jmenoval místopředsedkyni vlády Netumbu Nandi-Ndaitwahovou. Mbumba se zavázal dokončit Geingobovo funkční období, které skončilo 21. března 2025, a dodal: „U příštích voleb už nebudu. Takže nepropadejte panice.“ Ve funkci jej nahradila dosavadní viceprezidentka země Netumbo Nandiová-Ndaitwahová.